# Año de los seis emperadores
El año de los seis emperadores se refiere al año 238, cuando seis personas ostentaron el título de emperadores romanos en una pugna por el trono. El enfrentamiento comenzó durante el reinado de Maximino el Tracio, cuyo reinado había comenzado en el 235, y acabó con la proclamación de Gordiano III como único emperador. 

## Maximino el Tracio
Como consecuencia de la revuelta de las tropas romanas en Mogontiacum que costó la vida al emperador Alejandro Severo y a su madre Julia Mamea, las tropas estacionadas en la ciudad eligieron al oficial Cayo Julio Vero Maximino (el Tracio) como emperador en el 235. Al año siguiente nombró césar a su hijo Cayo Julio Vero Máximo. 
La totalidad de su reinado estuvo combatiendo a los germanos, especialmente alamanes, en el Rin (235) y después contra otras tribus en el Danubio (235-236) por los que recibió los títulos de Germanicus Maximus, Sarmarticus Maximus y Dacicus Maximus. Sin embargo, su relación con el Senado no era buena, según las fuentes clásicas, se le acusaba de crueldad y tiranía.

## Los hechos

### La rebelión en África: los Gordianos.
En la primavera del 238, mientras Maximino se encontraba en Sirmium, estalló una rebelión en África.No están claros los motivos, la Historia Augusta atribuye la rebelión a un grupo de nobles de la región de Tisdro que, con un ejército de esclavos, dieron muerte a un recaudador de impuestos imperial.  La rebelión se extendió y los líderes convencieron al gobernador, Marco Antonio Gordiano Semproniano (Gordiano I), que rondaba los 80 años, a proclamarse emperador. Este se resistió en primera instancia pero luego aceptó, también asoció al trono a su hijo del mismo nombre, Gordiano II. 
Pocos días después entró en la ciudad de Cartago, siendo vitoreado por la población y por los líderes locales. Mientras tanto en Roma el prefecto pretoriano de Maximino era asesinado, y parecía que la rebelión iba a tener éxito. El Senado confirmó a Gordiano como emperador, declaró enemigo a Maximino y la mayoría de las provincias se pusieron de su parte.
Sin embargo, los nuevos emperadores carecían de fuerzas militares ya que la única legión de la zona, la III Augusta, estaba ubicada en la provincia de Numidia, cuyo gobernador, Capeliano, seguía fiel a Maximino. Las fuerzas lideradas por Capeliano invadieron la provincia proconsular y derrotaron a las fuerzas irregulares de Gordiano II, que falleció en el campo de batalla. Su padre al recibir la noticia se suicidó.

### La acción del Senado: Pupieno y Balbino
El Senado había actuado contra Maximino por lo que esperaba una acción militar del emperador contra la institución. Tras la desaparición de los dos emperadores en África, el Senado procedió a su deificación y al nombramiento de dos augustos: Pupieno y Balbino. Sin embargo no eran populares entre la plebe romana, así que el Senado decidió nombrar como césar a Marco Antonio Gordiano, un niño de trece años que era nieto de Gordiano I, al ser el vástago de su hija Mecia Faustina.
La decisión del Senado fue favorablemente acogida en muchas provincias; en África el gobernador de la Mauretania dio muerte a Capeliano y la III Augusta fue disuelta por su actuación contra los Gordianos. Maximino, por su parte, avanzó hacia Italia con la II Parthica, que tenía su sede en Castro Albano, cerca de Roma, y sitió la ciudad de Aquileia. Pupieno tomó el mando militar y logró que la flota de Rávena mantuviera abastecida a la ciudad. Maximino no pudo tomar la ciudad y la situación se volvió insostenible: las considerables bajas, la severidad de trato contra los descontentos y el hecho de que la base de la legión, incluidas las familias y bienes, estuviera en manos del enemigo precipitó el amotinamiento. 
Alrededor de mayo, en una pausa de los combates, los soldados se amotinaron, rasgaron sus insignias militares para informar de su deposición, y acabaron con la vida de ambos, mientras estaban tumbados en su tienda. Entonces pusieron sus cabezas en picas y las mostraron a los aquilenses, y después las enviaron a Roma.

### El final de la crisis: Gordiano III
La muerte de Maximino no trajo estabilidad al gobierno romano, ya que ambos coemperadores recelaban mutuamente y la concordia se rompió. Se había planeado una doble campaña contra los enemigos que asolaban las fronteras aprovechando la guerra civil:  Pupieno contra el Imperio sasánida y Balbino contra los carpos y godos que habían atravesado el Danubio. Pero ambos se negaron a colaborar con el otro.
La situación fue aprovechada por los pretorianos que detestaban a ambos y temían verse sustituidos por las tropas germanas que había llamado Pupieno para la defensa de la ciudad. Alrededor de julio del 238, aprovechando los Juegos Capitolinos, se declararon en rebeldía y marcharon contra el palacio. Al conocer la noticia, Pupieno quiso llamar a las tropas germanas pero Balbino se negó. Mientras discutían, los pretorianos irrumpieron en el palacio, los desnudaron, los echaron a la calle mientras los golpeaban y torturaban. Finalmente fueron asesinados y sus cuerpos dejados en la calle; habían reinado 99 días.
Los mismos pretorianos nombraron augusto al joven Gordiano, que fue confirmado por el Senado bajo la presión de la guardia pretoriana. Al ser todavía muy joven, Gordiano proclamó casi enseguida a su tutor y mentor Timesteo para que actuara como especie de regente. Con la subida al trono de Gordiano III se da por concluido el año de los seis emperadores.

## Cronología
La cronología del año 238 es sumamente discutida. Las únicas fuentes primarias son documentos de Egipto que mencionan al emperador reinante. Estas indican lo siguiente:
- 7 de abril: última mención de Maximino
- 13 de junio: primera mención de los Gordianos
- 21 de julio: primera mención de Pupieno y Balbino
- 8 de septiembre: última mención de Pupieno y Balbino
- 21 de septiembre: primera mención de Gordiano III

Las noticias de eventos en Roma podían tardar un mes hasta llegar a Egipto, por lo que se puede deducir que la proclamación de Gordiano III tuvo lugar en agosto o finales de julio. Una inscripción en Siria fechada el 27 de marzo podría indicar que su reinado empezó mucho antes. El nombre del emperador esta borrado, y Maurice Sartre lo identifica como Gordiano. Sin embargo, Richard Burgess considera que el resto de evidencias concuerda mejor con Maximino, quien sí sufrió de damnatio memoriae (a diferencia de Gordiano). Para empezar, los papiros demuestran que Maximino seguía reinando a inicios de marzo, lo que no da tiempo suficiente para los reinados de los Gordianos, ni de Pupieno o Balbino. Algunos autores datan la proclamación de los Gordianos al 2 de abril, día en el que hubo un eclipse. Sin embargo, esto se basa en un breve pasaje de la infame Historia Augusta; muy probablemente se trate de una invención. Otros detalles de la cronología se pueden obtener por testimonios posteriores: se sabe que Pupieno y Balbino gobernaron unos 100 días (es decir, 3 meses), lo que coloca su proclamación en abril/mayo. Los Gordianos gobernaron 22 días, lo que da una fecha de proclamación en marzo/abril. Peachin sugiere que Maximino murió a inicios de junio, aunque esto no es certero. Herodiano indica que la rebelión de los Gordianos ocurrió poco después de que Maximino completara su tercer año de reinado, es decir, poco después de marzo (más precisamente, el 23 de marzo). Eutropio indica que Maximino reinó "3 años y unos días", lo que igualmente da una fecha entre finales de marzo e inicios de abril (asumiendo que su cuenta termina con el acenso de los Gordianos).

## Emperadores

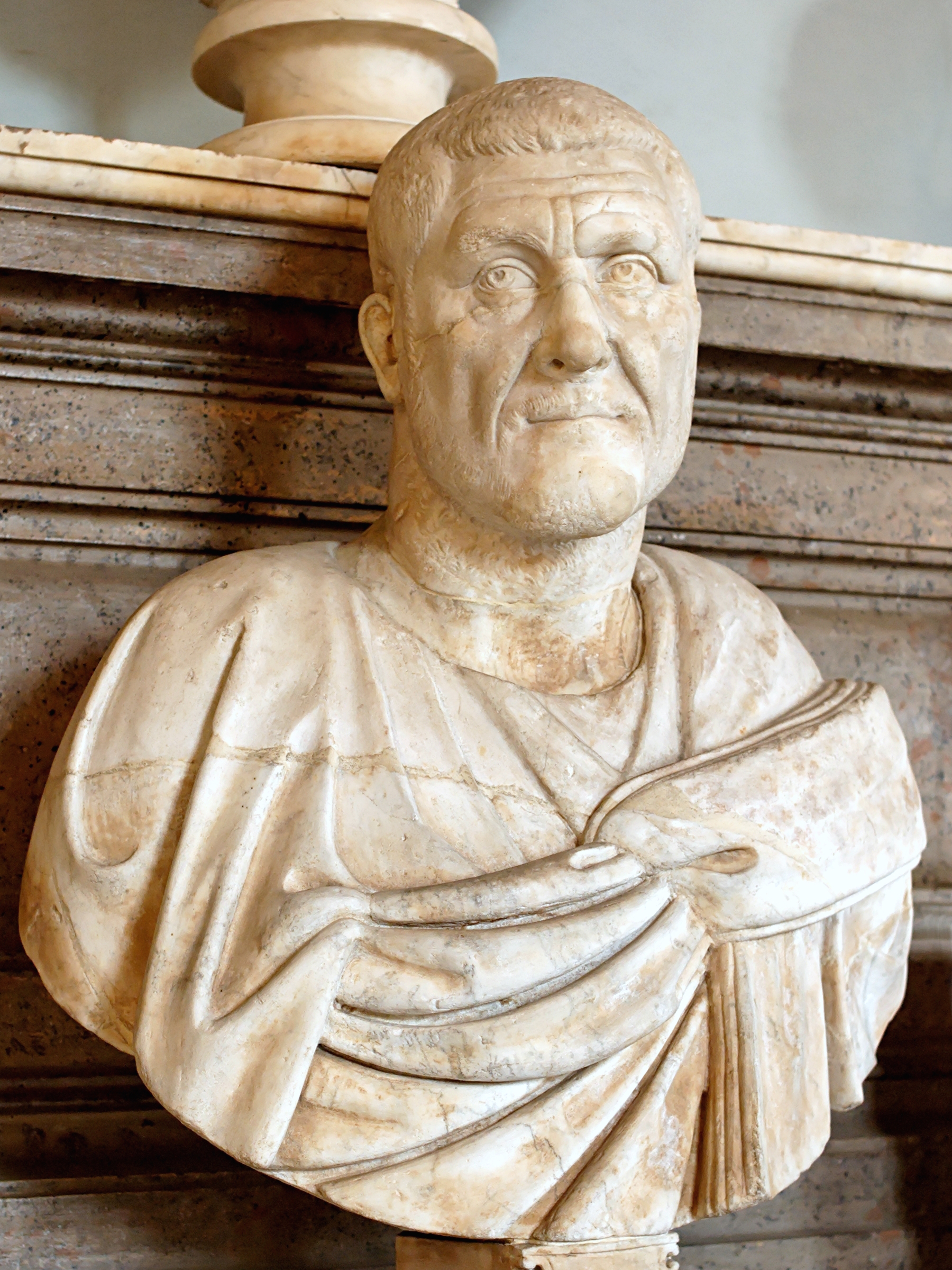
Center|Maximino el Tracio (marzo 235-abril 238)
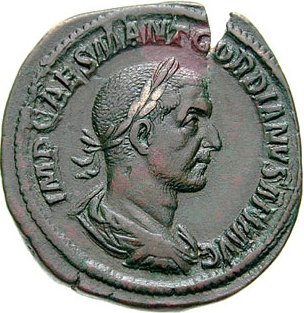
Center|Gordiano I (marzo-abril 238)
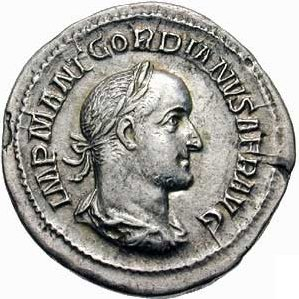
Center|Gordiano II (marzo-abril 238)
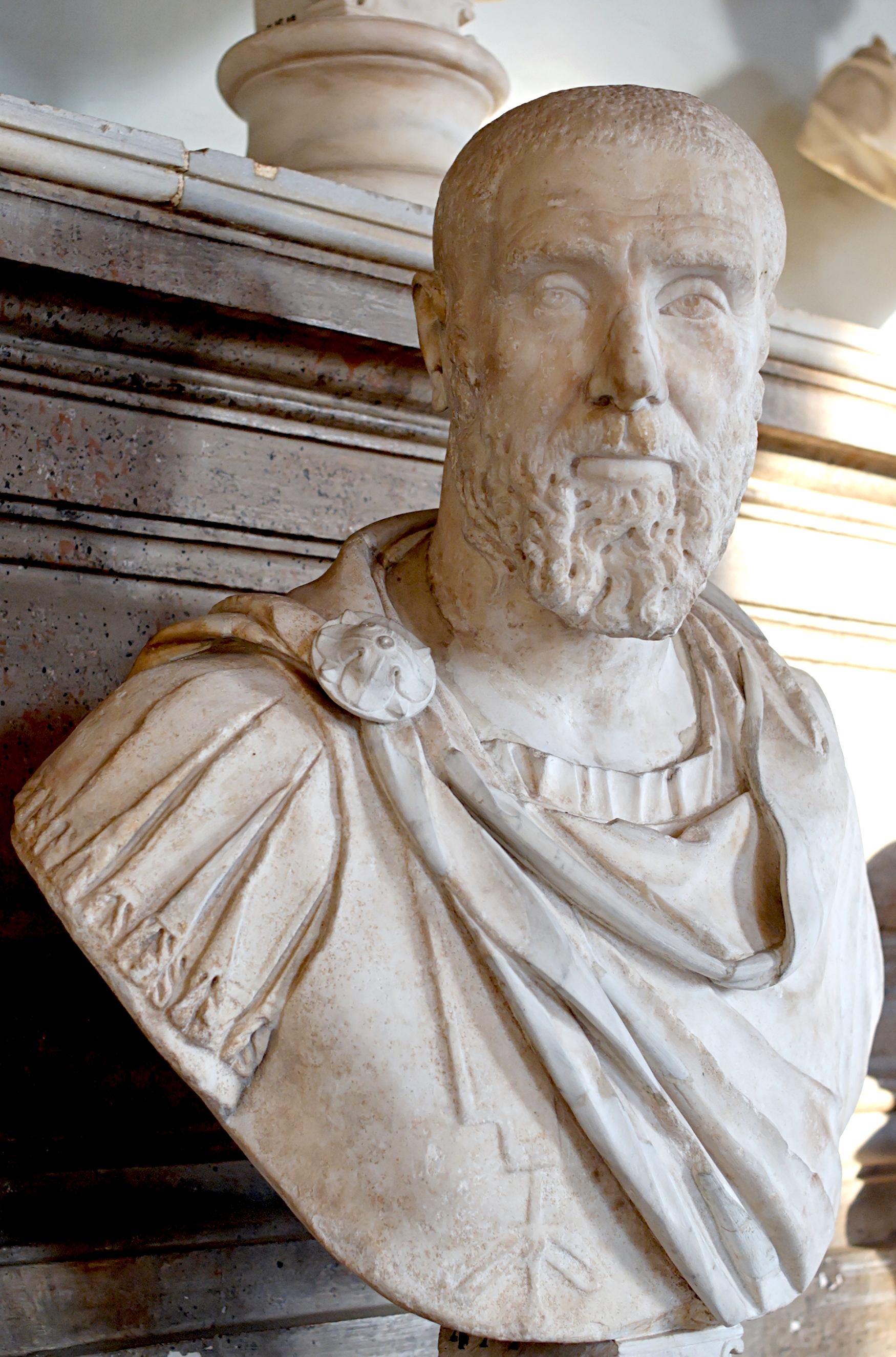
Center|Pupieno (abril-julio 238)
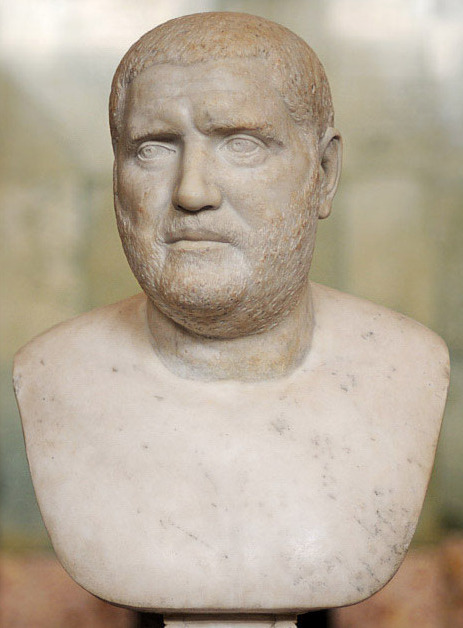
Center|Balbino (abril-julio 238)
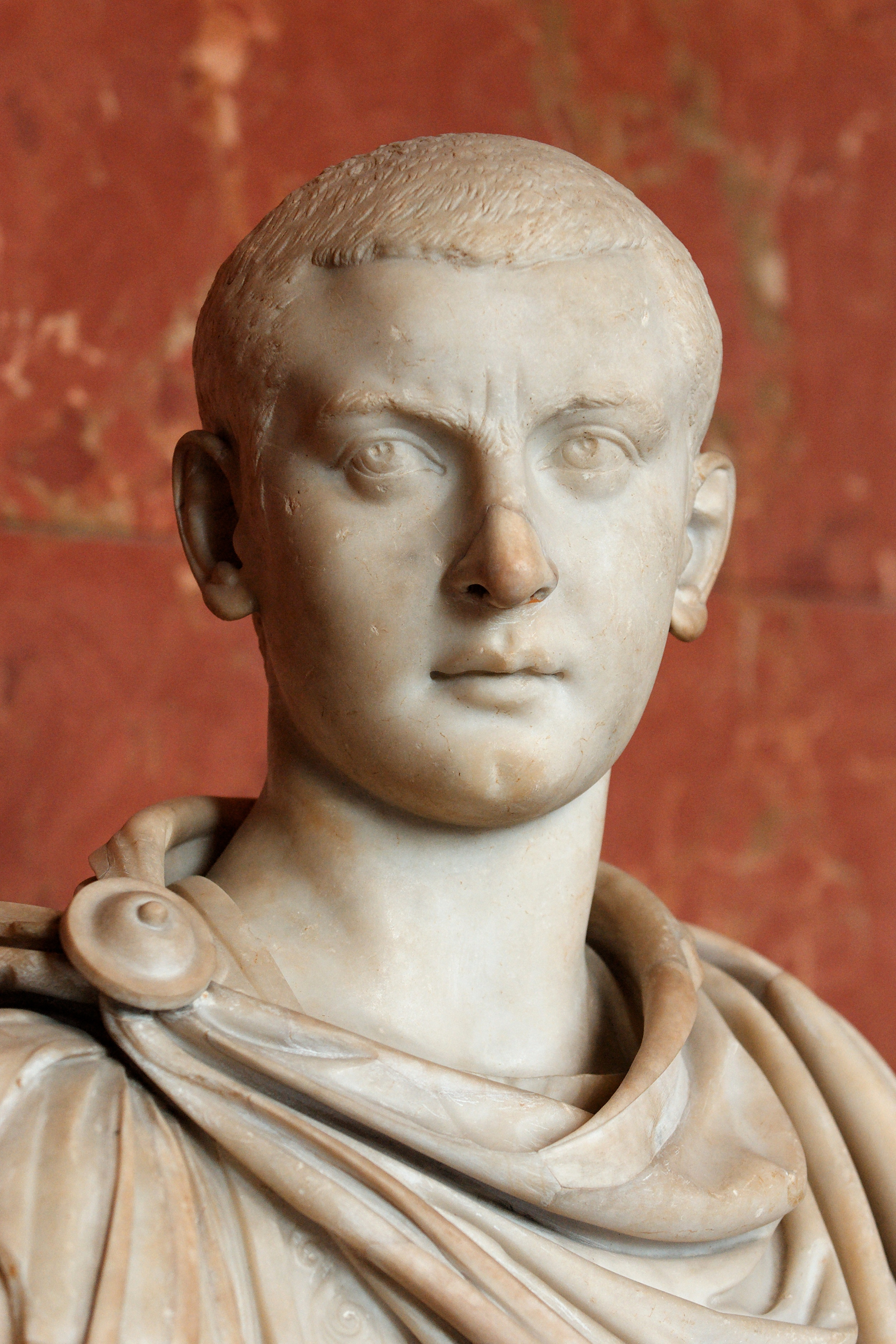
Center|Gordiano III (julio 238-febrero 244)